# Schrakelbach
Der Schrakelbach in der nördlichen Vorderpfalz (Rheinland-Pfalz) ist ein 6,9 km langer Bach und ein rechter Zufluss des Eckbachs.
Der Schrakelbach besitzt keine eigentliche Quelle, sondern verläuft als Graben mit fast unmerklichem Gefälle im Wesentlichen von Süd nach Nord, also quer zur natürlichen Laufrichtung der vorderpfälzischen Fließgewässer, durch die Oberrheinische Tiefebene. Er sammelt etliche von ihnen, die der Feldbewässerung dienen, und führt ihr Wasser über den Eckbach dem Rhein zu.

## Geographie

### Verlauf
Der Ursprung des Schrakelbachs liegt auf 94 m Höhe westlich der Wohnbebauung des Frankenthaler Stadtteils Flomersheim in der Gewanne Lehmenkaut. 50 m südlich führt die Kreisstraße 6 vorbei, die Flomersheim mit Lambsheim verbindet; zunächst im Mittel 600 m westlich verläuft etwa parallel zum Bach die Autobahn 61 (Koblenz–Speyer).
Nach 1,5 km, unmittelbar vor der Unterquerung der Landesstraße 522 (Frankenthal–Lambsheim), nimmt der Schrakelbach von links einen Teil des Fuchsbachwassers auf, und zwar die größere Menge, während der geringere Rest sich nach Süden in die Isenach ergießt. In großem Bogen umfließt nun der Schrakelbach westlich den Frankenthaler Weiler Ormsheimer Hof und unterquert anschließend am Ostrand von Heßheim direkt nacheinander – von Süd nach Nord – die Landesstraße 453 (Frankenthal–Heßheim) und – neben dieser von Ost nach West – die A 61. Unmittelbar hinter der Autobahnbrücke fließt von links aus Heßheim der 4 km lange Nachtweidgraben zu, der unterhalb von Lambsheim als linke Ableitung (Oberer) Talgraben aus dem Fuchsbach abgeht und, wie teilweise auch der Schrakelbach selbst, Wasser aus landwirtschaftlichen Bewässerungsgräben sammelt.
Westlich der A 61 verläuft der Schrakelbach bis zur A 6 (Saarbrücken–Mannheim), die er im Westteil des Autobahnkreuzes Frankenthal von Süd nach Nord unterquert. Nach 500 m, nördlich des Autobahnkreuzes, unterquert er die Kreisstraße 7 (Heuchelheim–Beindersheim) und empfängt von links den gut 6 km langen Altbach; dieser bringt einen Teil des Wassers zurück, das aus dem Eckbach oberhalb, vor Laumersheim, zu Bewässerungszwecken abgeleitet wurde. Gleich nach dem Zusammenfluss unterquert der Schrakelbach zum zweiten Mal die A 61, diesmal von West nach Ost.
1 km weiter mündet er zwischen Beindersheim und Großniedesheim, aber noch innerhalb der Beindersheimer Gemarkung, auf 92 m Höhe von rechts in den Eckbach.

### Zuflüsse
Zuflüsse empfängt der Schrakelbach nur von links:
- Fuchsbach
- Nachtweidgraben (am Oberlauf Talgraben)
- Altbach

## Geschichte
Beim Bau der Ortsumgehung Heßheim (Ostspange) wurde 2014/2015 der Schrakelbach geringfügig nach Nordosten zur A 61 und zum Autobahnkreuz Frankenthal hin verlegt, was sich allerdings nicht auf die Länge des Bachlaufs auswirkte. Gemäß Ausschreibung waren damals etwa 13.000 m³ Erde zu bewegen.